# Lygistorrhina alexi
Lygistorrhina alexi är en tvåvingeart som beskrevs av Heron Huerta och Ibanez-bernal 2008. Lygistorrhina alexi ingår i släktet Lygistorrhina och familjen Lygistorrhinidae. Inga underarter finns listade i Catalogue of Life.